# Anne Robert Jacques Turgot

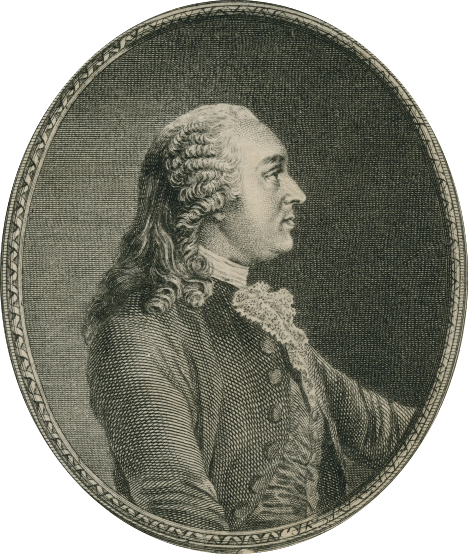
Turgot

Anne-Robert-Jacques Turgot, baron de Laune (Parijs, 10 mei 1727 – Berlijn, 18 maart 1781) was een Franse econoom en politicus. Hij wilde de absolute monarchie ten dienste stellen aan het economisch liberalisme en de politiek van de rede.

## Biografie
Turgot was de jongste zoon van Michel-Etienne Turgot en Madeleine Françoise Martineau de Brétignolles. In 1749 werd hij toegelaten tot de Sorbonne. Hij bestudeerde verschillende takken van de wetenschappen en de taalkunde. In 1753 vertaalde hij Questions sur le commerce van de Engelsman Josiah Tucker, en publiceerde hij zijn Lettres sur la tolérance en een pamflet Le Conciliateur, waarin hij de religieuze tolerantie verdedigde. 
Tussen 1755 en 1756 schreef hij verschillende artikelen voor de Encyclopédie van Diderot en d'Alembert. Als "encyclopédiste" verkeerde Turgot in de kring van Condillac, Marmontel, Alembert, Buffon, Helvétius, D'Holbach, Condorcet en in mindere mate ook Voltaire. 
Ca. 1757-1760 schreef Turgot een artikel over les Valeurs des monnaies, waarschijnlijk voor de Dictionnaire du commerce van abbé Morellet. Economisch werd hij beïnvloed door François Quesnay en Vincent de Gournay. Hij paste hun theorieën toe in de generaliteit van Limoges, waar hij vanaf 1761 intendant was. Een van de bekendste werken van Turgot, Réflexions sur la formation et la distribution des richesses, schreef hij als pas benoemde intendant voor twee Chinese studenten.
In 1774 werd Turgot benoemd tot algemeen controleur van Financiën onder koning Lodewijk XVI. In deze positie pleitte hij vooral voor een hervorming van het belastingsysteem. Hij vond dat de belastingen vooral geheven moeten worden bij de adel in plaats van bij het armere volk. In 1776 presenteerde Turgot zijn hervormingsdecreten aan de Conseil du Roi. Deze six décrets de Turgot maakten veel vijanden; Op 13 mei 1776 trok hij zich terug uit de actieve politiek.

## Publicaties
- Lettre à M. l'abbé de Cicé, depuis évêque d'Auxerre, sur le papier supplée à la monnaie, 1749
- Les avantages que la religion chrétienne a procurés au genre humain, Discours prononcé en latin, dans les écoles de la Sorbonne, 1750.
- Tableau philosophique des progrés successifs de l'ésprit humain, Discours prononcé en latin, dans les écoles de la Sorbonne, 1750.
- Plan de deux discours sur l'histoire universelle, 1751
- Plan d'un ouvrage sur la géographie politique, 1751.
- Fragmens et pensées détachées pour servir à l'ouvrage sur la geographie politique, 1751
- Lettres sur la tolérance, 1753-4
- "Étymologie", "Existence", Expansibilité, "Foires et Marchés", "Fondation", "Langues", 1757, artikels in de Encyclopédie van Diderot en d'Alembert.
- Éloge de Vincent de Gournay, 1759, Mercure
- Le commerce des grains: Projet de lettre au contrôleur général Bertin sur un projet d'édit, 1763
- Réflexions sur la formation et la distribution des richesses, 1766
- Circulaire aux officiers de police des villes, 1766
- Observations sur les mémoires de Graslin et Saint-Péravy, 1767
- (Toegeschreven aan) Lettres sur les émeutes populaires que cause la cherté des bleds et sur les précautions du moment, 1768
- L'impôt indirect: Observations sur les mémoires récompensés par la Société d'Agriculture de Limoges, 1768
- Lettres à Hume, 1768
- Valeurs et Monnaies: Projet d'article, 1769
- Lettres à Dupont de Nemours, 1766-70
- Mémoire sur les prêts d'argent, 1770
- Lettres au contrôleur général l'abbé Terray sur le commerce de grains, 1770
- Extension de la liberté du commerce des colonies, 1772
- Lettre au contrôleur général [toujours l'abbé Terray] sur la marque des fers, 1773
- Arrêt du Conseil établissant la liberté du commerce des grains et des farines à l'intérieur du royaume et la liberté de l'importation, 1774
- Mémoire sur les moyens de procurer, par une augmentation de travail, des ressources au peuple de Paris, dans le cas d'une augmentation dans le prix des denrées, 1 mai 1775, 1775
- Oeuvres posthumes de m. Turgot, ou Mémoire de m. Turgot, sur les administrations provinciales, 1787. Le "Mémoire ..." est composé par Dupont de Nemours; un "Républicain" c'est J.P. Brissot
- Des administrations provinciales : mémoire présenté au Roi, 1788
- Mémoires sur le prêt à intérêt et sur le commerce des fers, 1789
- Oeuvres de Turgot avec les notes de Dupont de Nemours, augmentée de lettres inédites, des questions sur la commerce, et d'observations et de notes nouvelles par Eugène Daire et Hippolyte Dussard et précédée d'une notice sur la vie et les ouvrages de Turgot par Eugène Daire Tome premier; Tome second, 1844
- Th.L.M. Thurlings. Turgot en zijn tijdgenoten. Schets van de bevestiging van de economische wetenschap. Wageningen, Veenman, 1978 ISBN 90-278-0603-9

- Bibsys: 90576394
- Biblioteca Nacional de España: XX1463112
- Bibliothèque nationale de France: cb119272595 (data)
- Catàleg d'autoritats de noms i títols de Catalunya: 981058515129006706
- CiNii: DA00997353
- Gemeinsame Normdatei: 118763202
- International Standard Name Identifier: 0000 0001 2120 8407
- Library of Congress Control Number: n50051803
- Nationale Bibliotheek van Letland: 000183016
- Bibliotheek van het Japanse parlement: 00526892
- Nationale Bibliotheek van Tsjechië: skuk0001406
- Nationale bibliotheek van Australië: 35558214
- Nationale Bibliotheek van Israël: 987007268999705171
- Nationale Bibliotheek van Polen: a0000001825755
- Nederlandse Thesaurus van Auteursnamen: 068278195
- Réseau des bibliothèques de Suisse occidentale: 02-A019203588
- Istituto Centrale per il Catalogo Unico: VEAV551022
- LIBRIS: 97961
- SNAC: w6br8rd1
- Système universitaire de documentation: 027747247
- Trove: 995375
- Virtual International Authority File: 12316007
- WorldCat: E39PBJmtDYwxfrFTxBCfQtJMT3